# Раздельное мышление
У термина компартментализация существует другое значение, см. Принцип компартментализации.
Разде́льное мышле́ние (компартментализа́ция) — механизм психологической защиты, проявляющийся в том, что противоречия между какими-то мыслями, идеями, отношениями или формами поведения упорно не осознаются.

## Описание
Раздельное мышление — это защитный механизм, позволяющий человеку умещать в себе логически несовместимые установки. Если по каким-то причинам человек нуждается в каждой из своих несовместимых установок, то осознание возникающего противоречия начинает занимать мысли попытками это противоречие разрешить (зачастую с помощью рационализаций). Чтобы этого не происходило, человек может начать «раздельно мыслить» — не осознавая противоречия между ними, придерживаться всех несовместимых установок сразу. Со стороны это выглядит как простое лицемерие, но сам человек в этом случае придерживается своих установок вполне искренне, хотя и использует в каждом конкретном случае только одну из них.

## Примеры
Можно привести следующие примеры работы данной защиты:
- Вера в добродетель умеренности, соседствующая со стремлением к первым местам.
- Убеждённость во вреде предубеждений в сочетании со склонностью отпускать шутки по национальному вопросу.
- Признание важности открытого общения в сочетании с нежеланием общаться.

Такие «бытовые» применения раздельного мышления весьма распространены, но встречаются и гораздо менее адаптивные примеры: 
- Чудеса гуманизма в общественной деятельности, сочетающиеся с домашним насилием и жестокостью. [2]
- Борьба с порнографией, сочетающаяся с обширной домашней коллекцией порно.

И многое другое.